# HFM beat 50
HFM beat 50は、広島エフエム放送が放送していたラジオ番組。2001年7月スタート。DJは庄司悟。HFMのオリジナルチャートトップ50位をカウントダウンする番組。早いテンポでチャートを紹介していく。チャートのみならず、リスナーと電話したり、お悩み相談、クイズなどがリスナー参加型のコーナーが多く、リスナーとの距離が非常に近い。
ディレクター・ミキサー・ADなどの内輪ネタが多いのも番組の特徴である。番組以外のスタッフやパーソナリティも出演することがある。また、番組の最後のほうでSUNMALL LIVE ON RADIOの宣伝をしている。
2005年3月26日をもって番組は終了し、庄司悟のリクエスト魂としてリニューアル。これにより、HFMの金曜カウントダウン番組は消滅し、カウントダウン自体はミュージック・マニア月曜日の「ザ・音楽番付マニア場所」というコーナーに引き継がれたが、2005年9月29日をもって終了したため、現在は日曜夜8時のHFM WEEKLY CHARTがやっている。

## 放送時間
毎週金曜日16:35 - 20:00
- 毎年10月から12月末までは番組編成の都合で16:35 - 19:50の放送。
- 番組開始当初は17:00スタートだったが、2003年4月から30分拡大し、16：30スタートとなったが、その後16：30から5分間テレマートラジオショッピングをやり始めたため、現在の放送時刻である16：35スタートとなった。この時から、16：29頃に数秒間庄司のコメントが流れる。

## 休暇中のピンチヒッター
- 木村ミチタ - ミュージック・マニア(現：キムラミチタのVibe ON! MUSIC）のDJだが、ピンチヒッターをした当時はミュージック・マニアのDJではなかった。
- 渡辺裕之 - SUNMALL LIVE ON RADIO、STREET "H" のDJ。ピンチヒッターを一番多く務めた。
- 冨永晃道 - MUSIC SOLEIL LUNCHTIME SATELLITEのDJ、庄司が所属している事務所の後輩。
- 藤沢俊一郎 - 大阪のラジオで活動中。
- 小嶋晶子 - FM802やFM愛知で活動中。冨永晃道の先輩である。
- 屋形英貴 - -WEEKLY PARTY- 週末オトナ計画のパーソナリティ。
- ケンちゃん - 番組の初代ミキサー。

## コーナー

### 番組終了までやったコーナー
- イントロの匠
- イントロの匠レボリューションズ
- 音楽アレアレ大辞典
- お名前ロケンロー
- ゲット・ニュービート

イントロの匠、お名前ロケンローのコーナーは、庄司悟のリクエスト魂でも継続されている。

### 過去のコーナー
- そうだ庄司兄貴に聞いてみよう!
- アーティストニュース
- サビ前ジャパン!
- 1分あたりジャパン!
- 3分あたりジャパン!
- ハミング1と2分の1

## クイズコーナーの変遷
最初は、当時ミュージック・マニアでやっていたイントロジャパン!のパロディ「サビ前ジャパン!」「1分あたり（3分あたり）ジャパン!」、「夏ソングジャパン!」というコーナーがあったが、短期間で終了。当時のHFM番組、パーティーナ・ゴーゴーとの連動企画として「ハミング1と2分の1」というコーナーが始まった。その後も、クイズコーナーの変更が続いたのちに始まったクイズ「イントロの匠」「イントロの匠レボシューションズ」が人気コーナーとなり、イベントが行われるほど好評である。今でも後番組『庄司悟のリクエスト魂』でも継続している。

## 公開生放送・イベント
時々公開生放送やイベントをしている。2001年頃までは紙屋町シャレオiスタジオからの公開生放送をしていたこともあったが、後にHMV広島で主にやるようになった。公開生放送終了後には、来てくれた人一人一人に握手や話をしたりすることもある。ステッカーがもらえることもある。このときは、毎回ゲストコーナーがある。
2005年3月19日にアルパークで行われた、クイズコーナー「イントロの匠」の公開イベント『イントロの匠選手権inアルパーク」が番組で実質、最後の公開イベントとなった。

## 番組の出来事・ハプニング

### 遅刻事件
2005年2月の放送では、庄司が寝坊して番組開始から1時間25分後に登場したという出来事があった。到着するまでの間は週末オトナ計画のパーソナリティの屋形英貴と番組の元ミキサーケンちゃんの2人体制で進行した。また、ゲストコーナーの際、ゲストのYUKIからも怒られた。その後もこの事件についてリスナーから触れられるが、庄司は思い出したくないせいか、『うるさい！』とコメントすることが多い。庄司悟のリクエスト魂でも触れることがたまにあり、YUKIの曲が流れたときに庄司本人が思い出していうこともある。余談だが、17:35過ぎにゲットニュービートの提供クレジットで庄司の声が流れたが、あの声は録音されたものである。

## タイムテーブル(番組末期)
- 16:35 オープニング
- 17:05 トラフィックインフォメーション
- 17:15 イントロの匠
- 17:30 トラフィックインフォメーション＜提供：パインリッジリゾーツ芸北＞
- 17:35 ゲットニュービート＜提供：みやび＞
- 18:05 トラフィックインフォメーション
- 18:30 トラフィックインフォメーション＜提供：日産プリンス広島販売＞
- 18:35 音楽アレアレ大辞典
- 19:30 音楽アレアレ大辞典(解決編)
- 19:50 お名前ロケンロー

## スタッフ

### 番組終了時点のスタッフ
- ディレクター - ワケルくん
- ミキサー - 草ちゃん（1月に新加入。番組終了に伴い1クールで卒業したが、2006年3月31日のリクエスト魂からスタッフに復帰）
- AD - ナナミ
  - ディレクターとADは庄司悟のリクエスト魂を引き続き担当。2006年3月31日の放送から、ミキサーの草ちゃんも仲間に加わった。

### 初代のスタッフ
- ディレクター - キャサリン
- ミキサー - ケンちゃん
- AD - くわっち（ナナコ）